# Volume One
Volume One es el primer álbum de She & Him, una colaboración entre M. Ward y la actriz Zooey Deschanel. Fue lanzado por Merge Records el 18 de marzo de 2008.
El álbum debutó en el #81 en las listas de Billboard en su primera semana, y subió al #71 en su segunda semana. Se ha recibido una fuerte respuesta de la crítica, recibiendo una puntuación de 76/100 en MetaCritic, indicando en general críticas positivas. Se votó también el álbum número 1 de 2008 de Paste Magazine. Llegó 30 en la encuesta Pazz & Jop 2008.  ha vendido 176.000 copias hasta la fecha en los EE. UU., de acuerdo con Nielsen SoundScan y Billboard Brasil.
La canción «Why Do You Let Me Stay Here?» fue número 64 en la lista de Rolling Stone de las 100 mejores canciones del 2008 y dos videos musicales diferentes que se produjeron. El primer vídeo aparece Zooey Deschanel y M. Ward en una representación semi-animada estrenada en 2008. El segundo video, lanzado en 2009, fue una colaboración de talentos de la película (500) Days of Summer, incluyendo las coestrellas Zooey Deschanel y Joseph Gordon-Levitt con el director Marc Webb, el coreógrafo Michael Rooney, y el productor Mason Novick.

## Recepción de la crítica
Volume One recibió la aclamación, y aterrizó en la encuesta 'Pazz and Jop' de Village Voice como uno de los mejores álbumes del año y fue nombrado el mejor álbum del año 2008 por Paste Magazine. Patrick Caldwell del Austin American Statesman escribió "El álbum suavemente divagando a través de 13 canciones de sun-dappled pop, con un encanto suave Orbisonian y voz dulce y melancólica de Deschanel".

## Lista de canciones
Todas las canciones escritas por Zooey Deschanel, excepto cuando se indique.

| N.º | Título                                                | Duración |  |
| 1.  | «Sentimental Heart»                                   | 2:36     |  |
| 2.  | «Why Do You Let Me Stay Here?»                        | 2:31     |  |
| 3.  | «This Is Not a Test»                                  | 3:31     |  |
| 4.  | «Change Is Hard»                                      | 3:03     |  |
| 5.  | «I Thought I Saw Your Face Today»                     | 2:50     |  |
| 6.  | «Take It Back»                                        | 2:37     |  |
| 7.  | «I Was Made for You»                                  | 2:31     |  |
| 8.  | «You Really Got a Hold on Me» (William Robinson, Jr.) | 3:59     |  |
| 9.  | «Black Hole»                                          | 2:12     |  |
| 10. | «Got Me»                                              | 2:46     |  |
| 11. | «I Should Have Known Better» (Lennon–McCartney)       | 3:39     |  |
| 12. | «Sweet Darlin'» (Z. Deschanel/J. Schwartzman)         | 2:41     |  |
| 13. | «Swing Low, Sweet Chariot» (Traditional)              | 1:37     |  |

### Sencillos
- «Why Do You Let Me Stay Here?» (enero, 2008)

## Personal

### Interpretación
- Zooey Deschanel – Voz, Piano, Percusión, Xilófono
- M. Ward – Teclas, Guitarra, Slide, Arreglos de cuerdas, coros en «I Should Have Known Better» y «Change Is Hard»
- Tom Hagerman – Instrumento de cuerda
- Mike Coykendall – Ingeniería, Percusión, Bajo, Guitarra,
- Mike Mogis – Ingeniería, Mezcla, Percusión, Steel Guitar
- Rachel Blumberg – Percusión
- Peter Broderick – Cuerdas
- Adam Selzer – Percusión
- Paul Brainerd – Steel

### Producción
- Adam Selzer – Mezcla, ingeniería
- Doug Van Sloun – Masterización
- Maggie Fost – Diseño

## Listas
| Lista (2008)                            | Máxima Posición |
| --------------------------------------- | --------------- |
| Billboard 200 (U.S.)                    | 71              |
| Billboard Top Independent Albums (U.S.) | 8               |

## Premios
| Publicación    | País    | Premio                           | Año  | Posición |
| -------------- | ------- | -------------------------------- | ---- | -------- |
| Paste Magazine | EE. UU. | Signs of Life 2008: Mejor Música | 2008 | #1       |
| WERS Boston    | EE. UU. | 50 Mejores Álbumes del Año       | 2008 | #5       |